# .ba
.ba és l'actual domini de primer nivell territorial (ccTLD) de Bòsnia i Hercegovina. Fou activat l'any 1996 i és administrat per l'University Teleinformation Center. El 2023, hi ha més de 25.000 dominis actius.